# Sascha Voelcke
Sascha Voelcke (* 23. Februar 2002 in Hamburg) ist ein deutscher Fußballspieler.

## Karriere

### Verein
Nach seinen Anfängen in der Jugendabteilung des SC Concordia Hamburg und des Eimsbütteler TV wechselte er im Winter 2018 in die Jugendabteilung des FC St. Pauli. Für seinen Verein bestritt er 20 Spiele in der B-Junioren-Bundesliga und 19 Spiele in der A-Junioren-Bundesliga, bei denen ihm insgesamt acht Tore gelangen. Im Sommer 2021 wechselte er in die Regionalliga West zu Rot-Weiss Essen und verlängerte im Februar 2022 dort seinen Vertrag.
Am Ende der Spielzeit 2021/22 gelang ihm mit seiner Mannschaft der Aufstieg in die 3. Liga. Seinen ersten Profieinsatz hatte er am 20. August 2022, dem 5. Spieltag, als er beim 2:2-Heimunentschieden gegen den FC Ingolstadt 04 in der 82. Spielminute für Moritz Römling eingewechselt wurde.
Anfang Januar 2023 wurde er für den Rest der Spielzeit an den 1. FC Bocholt in die Regionalliga West verliehen.
Im Sommer 2024 verließ er Rot-Weiss Essen und schloss sich dem SV Waldhof Mannheim an.

### Nationalmannschaft
Voelcke bestritt im Jahr 2019 ein Spiel für die U18-Nationalmannschaft des DFB.

## Erfolge
Rot-Weiss Essen
- Meister der Regionalliga West und Aufstieg in die 3. Liga: 2021/22